# Willy Van den Bussche
Willy Van den Bussche (Brugge, 5 januari 1942 – Washington DC, 14 december 2013) was een Belgisch conservator-museumdirecteur en pleitbezorger voor moderne en hedendaagse kunst. Hij was van 1967 tot 2007 de medestichter en eerste conservator van het Provinciaal Museum voor Moderne Kunst in West-Vlaanderen.

## Loopbaan
Willy Van den Bussche studeerde kunstwetenschappen en archeologie aan de Rijksuniversiteit Gent. Hij trouwde met Anny T'Jampens en ze kregen drie kinderen. Hij trad in 1967 in dienst van de Provincie West-Vlaanderen, met bevoegdheid over de provinciale musea.
Hij werd conservator van het Provinciaal Museum voor Moderne Kunst (PMMK), dat in die tijd al over een collectie beschikte (hoofdzakelijk werk van de Vlaamse expressionisten en de Latemse Scholen) maar als tentoonstellingsruimten slechts beschikte over enkele zalen in het stedelijke Groeningemuseum in Brugge. Deze situatie veranderde toen de Provincie en de Stad Ieper in 1973 een overeenkomst sloten voor het gebruik van een aantal ruimten in de Ieperse Lakenhallen. Van den Bussche publiceerde een eerste viertalige catalogus van de museumcollectie. Het museum in Ieper hield stand tot in 1982.
Van den Bussche wist de provincie te overtuigen het hoofdgebouw van de failliete coöperatieve S.E.O. in de Oostendse Romestraat aan te kopen. Hij had de mogelijkheden van het leegstaande pand leren kennen tijdens een jurering van de Europaprijs voor Schilderkunst van de Stad Oostende in 1982.
Op 19 december 1986 opende het museum in Oostende, met een erbij horende kunstbibliotheek. Onder de naam Provinciaal Museum voor Moderne Kunst focuste het in zijn presentatie- en aankoopbeleid hoofdzakelijk op hedendaagse en eigentijdse Belgische kunst. In het tentoonstellingsbeleid werd de focus vaak wijder opengetrokken naar internationale kunst.
Het ambt van hoofdconservator van het Provinciaal Museum voor Moderne Kunst impliceerde ook de directie van het Provinciaal Museum Constant Permeke in Jabbeke (PMCP). Daar organiseerde Van den Bussche tijdelijke tentoonstellingen over onderwerpen of personen die van ver of nabij konden met Constant Permeke in verband gebracht worden. Hij was een kenner van het oeuvre van Permeke en schreef een monografie over hem (uitg. Mercatorfonds, 1986). Hij was ook betrokken bij de Permeke-film van Patrick Conrad en Henri Storck (1985).

## Triënnales
In 1968 organiseerden de stad Brugge en de provincie West-Vlaanderen een eerste Triënnale, met als ondertitel 'Informatieve tentoonstelling van hedendaagse kunst in België'. De ambitie was duidelijk: van Brugge een trekpleister maken voor actuele kunst, gelijkend op de vijfjaarlijkse Documenta in Kassel of zelfs de Biënnale van Venetië.
Er volgde een Tweede Triënnale in 1971 en een Derde Triënnale in 1974. De eerste twee vonden plaats in de historische stadshallen, de derde in de Beurshalle. Een bestuurswissel in 1977, waarbij de nieuwe bestuurders van de stad Brugge niets zagen in de voortzetting van het ambitieuze project, betekende het einde ervan. Van de drie gehouden triënnales, waren de hoofdsamenstellers Dirk Devos (Brugse Musea) en Willy Van den Bussche.
Op deze tentoonstellingen was werk te zien van onder meer Bram Bogart, Marcel Broodthaers, Pieter Celie, Jacques Charlier, Amédée Cortier, Raoul De Keyser, Hugo Duchateau, Etienne Elias, Hugo Heyrman, Bernd Lohaus, Panamarenko, Roger Raveel, Pjeroo Roobjee, Paul Van Hoeydonck, Paul Van Rafelghem, Dan Van Severen, Philippe Van Snick, Marc Verstockt, Marthe Wéry, Roger Wittevrongel. Al deze kunstenaars en andere (in totaal telkens een veertigtal) stonden toen aan het begin van hun artistieke loopbaan en waren nog relatief onbekend.

## Beaufort
Van den Bussche was de stichter en algemeen commissaris van de eerste en tweede editie van het kunstproject Beaufort. In 2002 presenteerde hij in het boothotel in Oostduinkerke het concept van deze tentoonstelling, waarvan de eerste editie in de lente en zomer het jaar daarop zou lopen: kunstwerken van internationale hedendaagse kunstenaars verspreid over alle Belgische kustgemeenten met de kusttram als verbindingsmiddel en met een aan het project gekoppelde tentoonstelling in het PMMK. Bij de eerste editie in 2003 was dit "Marines in Confrontatie". De bijhorende tentoonstelling in 2006, bij de tweede editie, was "Ensor en de avant-gardes aan zee".
De latere edities werden door zijn opvolger samengesteld.
In 2007 ging Willy Van den Bussche met pensioen maar niet op rust. Hij werd in zijn ambt opgevolgd door directeur-conservator Phillip Van den Bossche. Hij bleef actief in zijn vakgebied met o.a. het curatorschap van een Permeke-tentoonstelling in Bozar in Brussel.

## Betekenis
Willy Van den Bussche was net als Flor Bex in Antwerpen en Jan Hoet in Gent een van de voorvechters van musea voor moderne en hedendaagse kunst in Vlaanderen. Bij hun aantreden was dat voor een groot deel braakliggend terrein op museaal gebied. Aan hun inzet is respectievelijk het PMMK (nu Mu.ZEE), het MUHKA en het SMAK te danken. Toch hielden ze er elk eigen ideeën op na en botsten hun visies soms.
In 1997 was hij een van de twee laureaten bij de eerste uitreiking van de prijs van de Overheidsmanager van het jaar.

## Archief
Het archief van Willy Van den Bussche wordt bewaard in het Provinciaal Archief West-Vlaanderen (Sint-Andries, Brugge) en kan daar geraadpleegd worden.

## Publicaties
Hij was de auteur of medeauteur van boeken over kunst en van heel wat catalogi voor tentoonstellingen.
- Provinciaal Museum Constant Permeke, Jabbeke, Brugge, 1977
- Provinciaal Museum voor Moderne Kunst, Ieper, 1979.
- De zee en het vissersvolk gezien door fotograaf Maurice Antony, 1981.
- Paul Joostens en Brugge, een retrospectief ensemble, 1982
- Henri-Louis Permeke (1849-1912), 1982.
- Tentoonstelling Emile Veranneman, 1982
- In en om de schilderkunst nu, in: "West-Vlaanderen", 1982.
- Schilderkunst, miniatuurkunst en prentkunst, in: "Culturele geschiedenis van Vlaanderen: 5. Kunstgeschiedenis", (met Erik Vandamme en Willy Le Loup), 1983.
- Hommage aan Wout Hoeboer (1910-1983), 1983.
- Constant Permeke, Mercatorfonds, Brussel, 1986.
- Ensor en de avant-gardes aan zee, Mercatorfonds Brussel, 2006.

### Catalogi
- Eerste Triënnale van hedendaagse kunst, (met Dirk Devos), Brugge, 1968.
- Tweede Triënnale van hedendaagse kunst, (met Dirk Devos), Brugge, 1971.
- Derde Triënnale van hedendaagse kunst, (met Dirk Devos), Brugge, 1974.
- Paul Van Hoeydonck, retrospectief, 336 p., ISBN 978-90-74377-35-5[8]
- Modernism in painting, 10 jaar schilderkunst in Vlaanderen (als medeauteur), 288 p., ISBN 978-90-74377-02-7
- Woody Van Amen (met Jeroen Groeneweg, W.A.L. Beeren), 128 p., ISBN 978-90-74377-08-9
- Eric Vandepitte (met Pol Hoste), 36 p., ISBN 978-90-74377-11-9
- Jef Verheyen, een retrospectieve (met Freddy De Vree et al.), 160 p., ISBN 978-90-74377-17-1
- Henri-Victor Wolvens (met Joost De Geest, Willem Elias), 312 p., ISBN 978-90-74377-15-7
- Frans Gentils, 48 p., ISBN 978-90-74377-25-6
- Bram Bogart, retrospectieve; 206 p., ISBN 978-90-74377-28-7
- Paul De Vylder, Beeldprojecten 1980-1994 (met Paul De Vylder, Marc Holtho); 152 p., ISBN 978-90-74377-38-6
- Raoul De Keyser, Leervluchten 1992-1994 (met Steven Jacobs), 88 p., ISBN 978-90-74377-39-3
- Miquel Barceló, Stillevens, Still lives (met Enrique Juncosa); 48 p., ISBN 978-90-74377-56-0
- Antoon De Clerck, highlights in de schilderkunst van de 20ste eeuw (met Koenraad De Wolf, Fons Schippers); 80 p., ISBN 978-90-74377-59-1
- Anh Duong (met Julian Schnabel); 112 p., ISBN 978-90-74377-63-8
- MacDermott & MacGough (met Robert Rosenblum); 208 p., ISBN 978-90-74377-64-5
- René Magritte en de hedendaagse kunst (met Michel Baudson, Pierre Sterckx, Christine Vuegen); 240 p., ISBN 978-90-74377-74-4
- Armand Vanderlick, Monografie - Monograph (met Joost De Geest, Willem Elias); 240 p., ISBN 978-90-74377-60-7
- Dan Van Severen (met Erwin Desmet, Roland Jooris), 160 p., ISBN 978-90-74377-83-6
- Jean Bilquin, Monografie (met Elias Willem, Freddy Decreus); 272 p., ISBN 978-90-74377-91-1
- Johan Tahon te gast bij / visiting Constant Permeke; 48 p., ISBN 978-90-5856-082-7
- Anselm Kiefer, De Zee; 32 p., ISBN 978-90-5856-129-9

## Tentoonstellingen
Een selectie uit de lijst van de 182 tentoonstellingen die Willy Van den Bussche in het PMMK en op andere plaatsen organiseerde:
- 1981: Van Dada tot heden in België
- 1986: Constant Permeke (openingstentoonstelling in Oostende)
- 1986: Patrick Van Hoeydonck
- 1987: Na Beervelde
- 1988: José Vermeersch
- 1988: Yves Desmet
- 1988: Gaston Bertrand
- 1988: Jan Cremer
- 1988: Panamarenko
- 1989: Gustaaf De Smet
- 1989: Jan Fabre
- 1989: Hippolyte Daeye
- 1989: Jean Brusselmans
- 1989: Reinhoud
- 1989: Paul Joostens
- 1989: Jo Delahaut
- 1990: Luc Tuymans
- 1990: Ferdinand Schirren
- 1990: Walter Leblanc
- 1990: René Magritte
- 1990: Fabiaan Van Severen
- 1991: Keith Haring
- 1991: Félix Labisse
- 1991: Eugène Dodeigne
- 1991: Eugène Le Roy
- 1991: Cobra-Post Cobra
- 1991: Emiel Hoorne
- 1991: Roger Raveel
- 1993: Woody Van Amen
- 1993: Henri-Victor Wolvens
- 1994: Rik Wouters
- 1995: Bram Bogart
- 1996: Van James Ensor tot Paul Delvaux
- 1998: Armand Vanderlick
- 1998: Edgard Tytgat
- 1999: Serge Vandercammen
- 2000: Frits Van den Berghe
- 2000: Camiel Van Breedam
- 2000: Pierre Alechinsky
- 2000: Kristien Buysse
- 2000: Between Earth and Heaven
- 2001: José Vermeersch
- 2002: Desmond Morris
- 2004: Vic Gentils
- 2005: Etienne Elias
- 2005: Floris Jespers
- 2006: Ensor en de avant-gardes aan zee
- 2012: Permeke-overzicht in Bozar, Brussel